# Dobroteasa
Dobroteasa est une commune roumaine située dans le județ d'Olt.